# قريوطة أندونيسية
قريوطة أندونيسية (الاسم العلمي: Caryota no) هو نوع نباتي يتبع جنس القريوطة من فصيلة الفوفلية.